# Дипломатическая миссия Австро-Венгрии в Черногории
Дипломатическая миссия Австро-Венгрии в Черногории (черног. Austrougarsko poslanstvo) — дипломатическое представительство Австро-Венгрии в Черногории, располагавшееся в бывшей столице Черногории — Цетине. В настоящее время в здании миссии размещается институт по охране памятников культуры Черногории.

## История
Дипломатические отношения между Австро-Венгрией и княжеством Черногория были установлены в 1879 году. В 1896 году черногорский князь Никола выделил землю для строительства иностранных представительств в Цетине. Дипломатическая миссия Австро-Венгрии в 1898 году временно разместилось в частном доме. Место под строительство здания специально для миссии было выбрано подальше от других дипломатических представительств в конце улицы Бая Пивлянина. В 1898 году строительство двухэтажного здания из камня было завершено. При торжественном открытии нового здания присутствовал престолонаследник Черногории Данила. В 1899 году была освящена примыкающая к зданию часовня. Окончательные работы по внутренней отделке были завершены только в 1903 году. Здание прослужило своим целям до начала Первой мировой войны, когда 5 августа 1914 года австро-венгерский посланник Эдвард Отто получил извещение об объявлении Черногорией войны Австро-Венгрии. В тот же день австро-венгерская миссия покинула Цетине. В последующем, до Второй мировой войны здесь размещалась Зетская дивизия, которая дала название прилегающему парку. C 1993 года является объектом культурных ценностей Черногории. В настоящее время в здании миссии размещается институт по охране памятников культуры Черногории.

## Архитектура

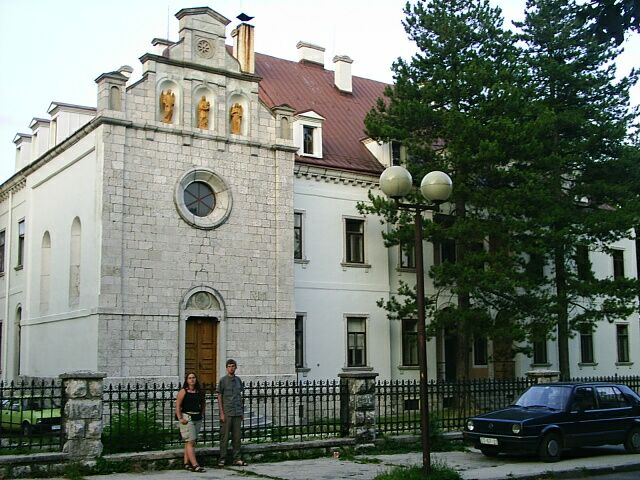
Часовня

Автором проекта выступил хорватский инженер Йосип Сладе (1828—1911), оформлением интерьеров занимался итальянский архитектор Коррадини. 
Парадный вход представляет собой крыльцо, украшенное тремя арками. Над крыльцом расположен балкон на втором этаже. Второй вход в здание расположен с правого торца здания (восточный фасад), и так же украшен арками. Слева к зданию непосредственно примыкает католическая часовня, построенная из камня в неороманском стиле. Лицевой фасад часовни украшают фигуры святых, включая Деву Марию. Большая часть здания миссии в настоящее время выкрашена в белый цвет (ранее фасад выглядел каменным). К зданию примыкает зелёная зона, ныне городской парк «Дивизия», окружённый со всех сторон оградой из каменного парапета и кованным забором.